# Celosia staticodes
Celosia staticodes là loài thực vật có hoa thuộc họ Dền. Loài này được Hiern mô tả khoa học đầu tiên năm 1900.